# Langer See (Kolberg)
Der Lange See ist ein Binnensee im Landkreis Dahme-Spreewald in Brandenburg, an dem verschiedene Ortsteile von Heidesee liegen. Er liegt zwischen Dolgenbrodt im Westen und Kolberg im Osten. Der See selbst gehört vollständig zu Kolberg, während das westliche Ufer zu Dolgenbrodt gehört. Der Lange See wird durch das Blossiner Fließ im Norden mit dem Wolziger See verbunden und im Südwesten besteht eine Verbindung zur Dahme.
Der Lange See ist Bestandteil der Bundeswasserstraße Dahme-Wasserstraße der Wasserstraßenklasse I; zuständig ist das Wasserstraßen- und Schifffahrtsamt Spree-Havel. Der Lange See gehört zum Naturpark Dahme-Heideseen. Südlich des Langen Sees verläuft die Bundesstraße 246.